# 京都大學大學院理學研究科附屬花山天文台
京都大學大學院理學研究科附屬花山天文台（かざんてんもんだい）是位於日本京都府京都市山科區花山山腰的天文台，是京都大學理學研究院的附屬設施，成立於1929年，初代天文台長為山本一清。
1968年，京都大學大學院理學研究科附屬飛驒天文台建成，尖端觀測的主基地遷至飛驒天文台。花山天文台一度面臨生存危機，但得到了多田野等民間企業的支援，目前作為京都大學的公眾觀賞及天文觀測信息中心運營，並與非營利組織合作終身教育，為京都府內的高中生提供實踐培訓。